# 氣旋溫斯頓
強烈熱帶氣旋溫斯頓（英語：Severe Tropical Cyclone Winston）為2015－2016年南太平洋熱帶氣旋季第4個被命名的風暴，是首個相當於薩菲爾-辛普森颶風等級之「五級颱風」強度登陸斐濟的熱帶氣旋。
溫斯頓是南半球有紀錄以來最強的熱帶氣旋，其10分鐘平均風速達150節（每小時280公里），打破1979年颱風泰培之140節（每小時260公里）的紀錄；溫斯頓的中心最低氣壓為884百帕斯卡，是南半球有紀錄以來氣壓最低的熱帶氣旋。
在暴風抵達斐濟之前，很多庇護所啟用，全國性的禁止外出命令於2月20日晚間發佈。2月20日以第五等級的強度侵襲斐濟，溫斯頓在許多島造成災害，以及44人死亡。至少6個島的通訊系統暫時失去作用。有些島甚至在暴風過境2天後仍然是通訊失聯的。總計有四萬個住所遭到損壞或毀壞，大約35萬人(約四成的斐濟人口)被該暴風衝擊。總共造成14億美金的損失。政府於2月20日發佈了60天的緊急狀態命令。在暴風之後，澳洲和紐西蘭政府提供後勤支援與救援物資。在接下來幾週，國際間與他國政府組織，帶來數千萬元的援助款與數百噸的物資給斐濟居民。

## 背景
斐濟雖然常受熱帶氣旋影響，但很少風暴能以薩菲爾-辛普森颶風等級之「五級颱風」強度吹襲斐濟。斐濟自1941年有紀錄以來，只有2012年強烈熱帶氣旋埃文曾以薩菲爾-辛普森颶風等級之「四級颱風」強度吹襲維提島的西岸，而斐濟有紀錄以來登陸時風速最高的熱帶氣旋為1985年熱帶氣旋奈傑。溫斯頓是自1979年熱帶氣旋Meli以來，令斐濟受災最嚴重的熱帶氣旋。

## 氣象歷史
2016年2月7日，斐濟氣象局(FMS)開始監測熱帶擾動09F，生成於瓦努阿图维拉港西北方1000公里，聯合颱風警報中心於2月10日給予「低」之評級。

## 影響
氣旋溫斯頓於斐濟許多島嶼造成廣泛損害，全國90萬人口中有80%面臨電力中斷，包括整個瓦努阿岛，主要因颶風級強風吹倒樹木及輸電線，斐濟全國共計43人死亡，其中21人於西部大區，14人位於東部大區，6人於中部大區及2人位於北部大區。馬圖庫島固網電話中斷。
斐濟东部大区約有150棟房屋毀損，另有60棟遭不同程度破壞。西部大区校園所受損失為220萬斐濟元（103萬美元），製糖工業則損失8300萬斐濟元（3890萬美元）。
斐濟所有學校因设施損壞嚴重，而停課一至二週。該國主要機場楠迪國際機場因氣旋關閉2日。至2月23日上午，全國約22,000人暫居於50個避難所，其中僅西部大區即達19,294人。
基於溫斯頓對斐濟及其他南太平洋群島所造成的嚴重破壞，世界氣象組織已將「溫斯頓」從南太平洋熱帶氣旋名稱表中退役，由「Wanita」取代。

## 外部連結
- 世界氣象組織 （页面存档备份，存于）
- 澳洲氣象局 （页面存档备份，存于）
- 斐濟氣象局 （页面存档备份，存于）
- 新西蘭氣象局 （页面存档备份，存于）
- 聯合颱風警報中心 （页面存档备份，存于）
- ReliefWeb上的氣旋溫斯頓災難頁面 （页面存档备份，存于）